# Monte Carlo elsker USA
Monte Carlo elsker USA  er en dansk satirisk dokumentarserie på DR3. Radioværterne Esben Bjerre Hansen og Peter Falktoft fra Monte Carlo på P3 rejser til USA, hvor de vil nå frem til, hvad der er med USA og frihed. Konceptet er at køre fra den ene ende af USA til den anden med en masse penge for at sætte dem på sort i roulette. "Det gør man jo, hvis man kommer fra Risskov," udtaler Peter Falktoft.
 Der er for få eller ingen kildehenvisninger i denne artikel, hvilket er et problem. Du kan hjælpe ved at angive troværdige kilder til de påstande, som fremføres i artiklen.